# 莫里斯維爾 (密蘇里州)
莫里斯維爾（英語：Morrisville）是位於美國密蘇里州波爾克縣的城市。

## 人口
根據2020年美國人口普查的數據，莫里斯維爾的面積為1.66平方千米，皆為陸地。當地共有人口376人，而人口密度為每平方千米227人。